# メーチャン郡
座標: 北緯20度8分48秒 東経99度51分12秒 / 北緯20.14667度 東経99.85333度
メーチャン郡（メーチャンぐん）はタイ北部・チエンラーイ県にある郡（アムプー）の一つ。

## 名称
メーチャンとは「チャン川」という意味である。チャン川は郡内を流れる川の一つである。

## 歴史
ヨーノック年代記によれば、現在のメーチャンの地域はチエンセーンの国主の領域であり、チエンセーンが頻繁に氾濫を起こす為、住民が移住してきたこともあったと伝える。
1881年、ラーマ5世（チュラーロンコーン）はラムプーンとラムパーンの国主、インタにチエンセーンへの入植を命じた。結果、1500世帯が移住、チエンセーンが開発されその地域の元にあった、現在のメーチャンが形成された。
20世紀初頭、郡が形成されたときメーチャン郡はチエンセーン郡という名前で、現在のチエンセーン郡はチエンセーンルワン分郡という名前であったが、1939年、旧チエンセーン郡はメーチャン郡となり、チエンセーンルワンがチエンセーン分郡という風に名前が修正された。

## 地理
コーク川の支流や、メコン川の支流が流れている。東側にはいわゆるチエンセーン・ラグーンと呼ばれる干潟があり、西には山が広がっている。
市内の交通は南北に国道一号線（パホンヨーティン通り）が走り、バンコクとメーサーイを結んでおり、東西に国道1016号線および1089号線が走っておりチエンマイ県北部とチエンセーンを結んでいる。

## 経済
郡内の経済活動のほとんどは農業や放牧などである。

## 行政区分
郡内には11のタムボンがあり、その下位に138の村（ムーバーン）が存在する。郡内には自治体が設置されており以下のようになっている。
1. テーサバーンタムボン・メーチャン・・・タムボン・メーチャンの一部
2. テーサバーンタムボン・メーカム・・・タムボン・メーカムの一部
3. テーサバーンタムボン・チャンチャワーであり、タムボン・チャンチャワーの一部と、タムボン・チャンチュワーターイの全体。
4. テーサバーンタムボン・サンサーイ・・・タムボン・サンサーイの一部。

また郡内には9つのタムボン行政体が存在する。なお下記は郡内のタムボンの一覧である。うち欠番のタムボンは、独立して別の郡を形成したタムボンである。
1. タムボン・メーチャン・・・ตำบลแม่จัน
2. タムボン・チャンチャワー・・・ตำบลจันจว้า
3. タムボン・メーカム・・・ตำบลแม่คำ
4. タムボン・パーサーン・・・ตำบลป่าซาง
5. タムボン・サンサーイ・・・ตำบลสันทราย
6. タムボン・ターカーオプルアック・・・ตำบลท่าข้าวเปลือก

1. タムボン・パートゥン・・・ตำบลป่าตึง

1. タムボン・メーライ・・・ตำบลแม่ไร่
2. タムボン・シーカム・・・ตำบลศรีค้ำ
3. タムボン・チャンチュワーターイ・・・ตำบลจันจว้าใต้
4. タムボン・チョームサワン・・・ตำบลจอมสวรรค์